# Avatar: The Last Airbender – The Search
Avatar: The Last Airbender - The Search é uma história em quadrinhos norte-americana publicada em 2012 pela Dark Horse Comics, escrita por Gene Luen Yang com Bryan Konietzko e Michael Dante DiMartino, com arte de Gurihiru. É baseada na telessérie animada Avatar: The Last Airbender (br: A Lenda de Aang) da Nickelodeon.
É a segunda graphic novel baseada na série, sendo precedida por The Promise e sucedida por The Rift.

## Sinopse
Durante anos, os fãs de Avatar: A Lenda de Aang e A Lenda de Korra ficaram com uma pergunta: o que aconteceu com a mãe do Senhor do Fogo Zuko? Finalmente encontrando uma pista, Zuko conta com a ajuda da Equipe Avatar – e do aliado mais improvável de todos – para ajudar a descobrir o maior segredo de sua vida.

## Produção
O quadrinho foi anunciado oficialmente em junho de 2012, com a premisa de explorar "o maior mistério não resolvido na história de Avatar: o que aconteceu com a mãe de Príncipe Zuko?". Em entrevista ao site CBR, Gene Luen Yang, autor da história, afirma que "sempre amou os elementos sobrenaturais da série" e que escrever "The Search" está lhe "dando a chance de explorar esse lado de Aang e seu mundo", ainda afirmando que a história "mudará o foco político da nação para a família".

## Publicação
A primeira edição foi publicada em 20 de março de 2013, a segunda em 10 de julho do mesmo ano e a terceira em 30 de outubro.
Um compilado juntando as três edições em um encadernado foi lançado em 5 de fevereiro de 2014, enquanto uma versão omnibus chegou as bancas em 21 de outubro de 2020.

## Recepção
O site Comic Bastards publicou uma review positiva das três partes de The Search. O site diz que "essa é uma história decente que soa verdadeira com o espírito das aventuras de Avatar", finalizando a análise afirmando que "em geral, 'The Search' é uma continuação agradável à mitologia de Avatar..."
Já o Comic Book Wire elogia a arte de Gurihiru, afirmando que ela "mantêm de forma geral o nível de satisfação visto em 'The Promise'", dizendo ainda que "recaptura a estética da série televisiva, garantindo uma sensação de familiaridade com os personagens e os ambientes."